# Rue Jouffroy-d'Abbans (Lyon)
Pour les articles homonymes, voir Rue Jouffroy-d'Abbans.
La rue Jouffroy-d'Abbans est une voie du quartier de Vaise dans le 9e arrondissement de Lyon, en France. 

## Situation
Cette voie d'orientation sud-ouest/nord-est relie la rue Marietton et la rue du Bourbonnais. 

## Origine du nom
Elle est nommée ainsi en l'honneur de Claude de Jouffroy d'Abbans (1751-1832), architecte naval, ingénieur et industriel français, dont le premier bateau à vapeur muni de roues à aubes, le Pyroscaphe, remonte la Saône dans le centre de Lyon le 15 juillet 1783.

## Histoire
La rue est attestée en 1842, car elle est représentée et nommée dans le plan de Vaise. Elle s'appelait alors rue Jouffroy. Elle est renommée rue Jouffroy-d'Abbans par délibération du conseil municipal en date du 17 octobre 1932,.